# Milen Radukanov
Milen Radukanov (bulgare : Милен Радуканов) (né le 12 décembre 1972 à Vidin en Bulgarie) est un footballeur international bulgare, qui évoluait au poste de défenseur.
Il est le père de la gymnaste Madlen Radukanova.

## Palmarès
- Vainqueur de la Coupe de Bulgarie en 1993 (avec le CSKA Sofia)
- Vainqueur de la Coupe de Bulgarie en 1998 (avec le Levski Sofia)